# وكيل الأمين العام للأمم المتحدة
وكيل الأمين العام للأمم المتحدة هو أحد كبار المسؤولين داخل منظومة الأمم المتحدة، وعادة ما يتم تعينه من قبل الجمعية العامة لمدة أربع سنوات قابلة للتجديد بناء على توصية من الأمين العام. يعد منصب وكيل الأمين العام ثالث أعلى رتبة في الأمم المتحدة، بعد الأمين العام ونائب الأمين العام. يحتل المرتبة رؤساء كيانات مختلفة تابعة للأمم المتحدة وبعض كبار المسؤولين في الأمانة العامة للأمم المتحدة ومبعوثين رفيعي المستوى. تعتبر الأمم المتحدة أن هذه الرتبة مساوية لمقام وزير في حكومة دولة عضو، ويتمتع وكلاء الأمين العام بحصانة دبلوماسية بموجب ميثاق الأمم المتحدة.

## التعيين والمساءلة
يتم تعيين غالبية وكلاء الأمين العام من قبل الجمعية العامة للأمم المتحدة بناء على توصية من الأمين العام لمدة محددة من أربع سنوات. أما الآخرون (عادة المبعوثون الخاصون والمعينون من قبل الأمانة العامة والمناصب الإدارية غير المرتبطة بالوكلاء) فيتم تعيينهم مباشرة من قبل الأمين العام للأمم المتحدة بناءً على سلطته الخاصة.  ومع ذلك، فإن جميع وكلاء الأمين العام يقدمون تقاريرهم إلى الجمعية العامة للأمم المتحدة من خلال الأمين العام للأمم المتحدة. والاستثناء الوحيد لذلك هو وكيل الأمين العام لخدمات الرقابة الداخلية الذي يقدم تقاريره مباشرة إلى الجمعية العامة.
إن التمييز في طريقة التعيين مهم لأن وكلاء الأمين العام المعينين من قبل الجمعية العامة يتمتعون بولاية مستقلة عن الأمين العام، وبالتالي فهو غير قادر على عزلهم من مناصبهم دون موافقة الجمعية العامة.  وقد رأى العديد من المعلقين أن هذا التقييد يضعف قدرة الأمين العام على توفير قيادة وإدارة قوية داخل منظومة الأمم المتحدة.

## رتبة معادلة
بعض المناصب العليا داخل منظومة الأمم المتحدة لها نفس رتبة وكيل أمين عام ولكنها إما لا يحق لها أو تختار عدم استخدام اللقب الرسمي.  والمثال الأبرز على ذلك هو مدير برنامج الأمم المتحدة الإنمائي، والذي يُشار إليه غالبًا على أنه ثالث أكبر مسؤول في منظومة الأمم المتحدة، لكنه لا يستخدم لقب وكيل الأمين العام.

## الرتبة الدبلوماسية
وكلاء الأمين العام لديهم رتبة دبلوماسية تعادل رتبة وزير في مجلس الوزراء الوطني. بموجب المادة 105 من ميثاق الأمم المتحدة فإن الوكلاء يتمتعون بالحصانة الدبلوماسية.

## مجموعة الإدارة العليا (SMG)
مع وجود أكثر من 50 شخصًا برتبة وكيل أمين عام، لا غرابة في أن التأثير والسلطة التي يمارسونها داخل منظومة الأمم المتحدة تتفاوت بشكل كبير. وأهم وكلاء الأمين العام، الذين يتحكمون في الميزانيات أو البرامج أو الأنشطة الرئيسية، هم أيضا أعضاء في فريق الإدارة العليا في الأمم المتحدة، الذي يهدف إلى ضمان الاتساق والتوجيه الاستراتيجي في عمل المنظمة. تمت الموافقة على المجموعة من قبل الجمعية العامة في عام 1997 كجزء من اقتراح الإصلاح الذي قدمه الأمين العام كوفي أنان.

## قائمة وكلاء الأمين العام
فيما يلي قائمة وكلاء الأمين العام أو من في حكمهم.  هذه القائمة ليست شاملة.  يشار إلى أعضاء مجموعة الإدارة العليا بعلامة النجمة (*).

### البرامج واللجان
- ميشال باشليت * - المفوضة السامية، مكتب مفوض الأمم المتحدة السامي لحقوق الإنسان (OHCHR)
- غريت فاريمو - المدير التنفيذي لمكتب الأمم المتحدة لخدمة المشروعات (UNOPS)
- غادة والي * - المديرة العامة لمكتب الأمم المتحدة في فيينا والرئيسة التنفيذية لمكتب الأمم المتحدة المعني بالمخدرات والجريمة (UNODC)
- فومزيلي ملامبو-نكوكا * - وكيل الأمين العام، المديرة التنفيذية لهيئة الأمم المتحدة للمساواة بين الجنسين وتمكين المرأة (UN Women)
- ويني بيانيما - المديرة التنفيذية لبرنامج الأمم المتحدة المشترك لفيروس نقص المناعة البشرية / الإيدز (UNAIDS)
- هولين تشاو - الأمين العام للاتحاد الدولي للاتصالات (ITU)
- جيسوب لي - مدير قطاع تقييس الاتصالات بالاتحاد الدولي للاتصالات (ITU-T)
- موخيسا كيتوي * - مؤتمر الأمم المتحدة للتجارة والتنمية (UNCTAD)